# زیندلفینگن
شهر زیندلفینگن (به آلمانی: Sindelfingen) در ایالت بادن-وورتمبرگ در کشور آلمان واقع شده‌است.